# Ricky Aitamai
Ricky Aitamai (ur. 22 grudnia 1991 w Tahiti) – tahitański piłkarz grający na pozycji napastnika, reprezentant Tahiti.

## Kariera piłkarska
Ricky Aitamai karierę rozpoczął w 2011 roku gra w A.S. Vénus, gdzie gra do dziś.

## Kariera reprezentacyjna
Ricky Aitamai w reprezentacji Tahiti zadebiutował 26 marca 2013 roku w Noumea w przegranym 0:1 meczu przeciwko reprezentacji Nowej Kaledonii w ramach eliminacji do mistrzostw świata 2014 w strefie OFC i do tej pory rozegrał w niej 4 mecze. Brał udział w Pucharze Konfederacji 2013 w Brazylii.

### Mecze w reprezentacji
| L.p. | Data            | Miasto | Przeciwnik     | Wynik | Rozgrywki                   |
| ---- | --------------- | ------ | -------------- | ----- | --------------------------- |
| 1.   | 26 marca 2013   | Noumea | Nowa Kaledonia | 0:1   | Eliminacje do Mundialu 2014 |
| 2.   | 23 czerwca 2013 | Recife | Urugwaj        | 0:8   | Puchar Konfederacji 2013    |
| 3.   | 26 marca 2013   | Noumea | Hiszpania      | 0:10  | Puchar Konfederacji 2013    |
| 4.   | 23 czerwca 2013 | Recife | Nigeria        | 1:6   | Puchar Konfederacji 2013    |